# ترانس وورلد
مجموعة شركات ترانس وورلد هي وكالة شحن مقرها في الإمارات العربية المتحدة (دبي)، أسسها سيفاسوامي في عام 1977. تنتشر مكاتبها في جميع أنحاء العالم - الولايات المتحدة والمملكة العربية السعودية وسلطنة عمان وقطر والكويت وباكستان وسريلانكا وفي 28 مدينة في الهند .   

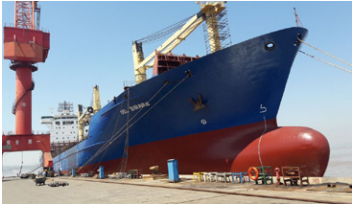
OEL شرافان.